# Cachi (Argentina)

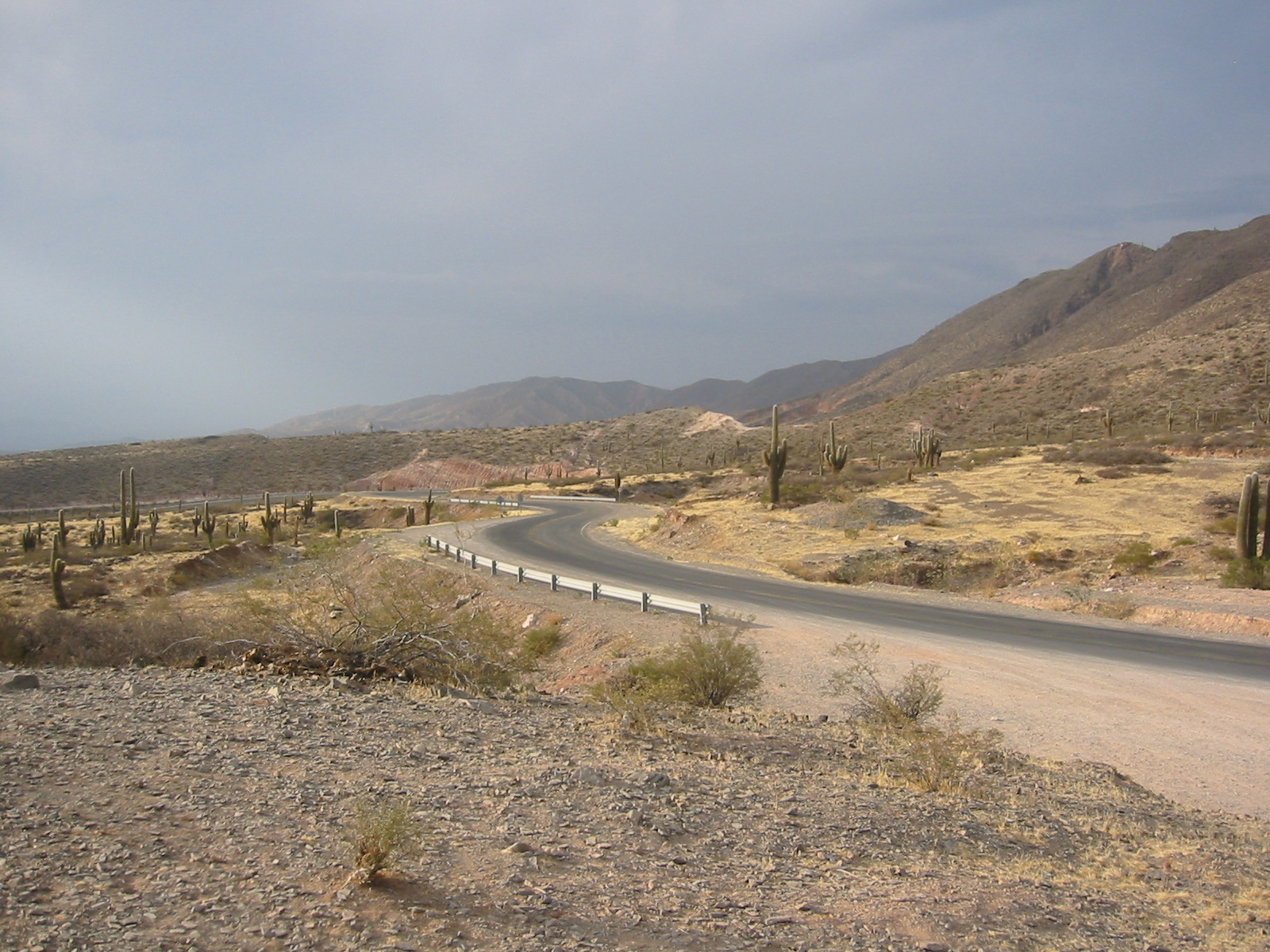
Via a Cachi.

Cachi è un comune dell'Argentina, appartenente alla provincia di Salta, nel dipartimento omonimo, di cui è capoluogo. In base al censimento del 2001, contava 5.254 abitanti, con un incremento del 17,61% rispetto al censimento precedente (1991).

## Storia

### Etimologia
L'origine del nome Cachi è tutt'oggi in discussione. La versione più diffusa si rimanda alla lingua runa simi, nella quale la voce kachi significa sale: la neve sul vicino monte ricorderebbe infatti il colore bianco del sale. Ciononostante, versioni più attendibili sono quelle cacán: kak (pietra) - chi (silenzio), da cui "pietra del silenzio" e quella cunza, dove "kacktchi" significa "gradevole", per il clima mite della regione.

## Popolazione
Il paese di Cachi è in continua crescita. Nell'ultimo rilevamento della popolazione sono stati censiti 2.189 abitanti (INDEC, 2001), il che rappresenta un aumento del 52,6% rispetto al censimento precedente realizzato nel 1991. In particolare, due fattori stanno alla base di tale crescita: l'indice della natalità e l'insediamento di nuove famiglie provenienti principalmente dalle città di Salta, Tucumán e Buenos Aires.

## Monumenti e luoghi d'interesse
Nella cittadina si trova il Museo Archeologico Pío Pablo Díaz, con importanti pezzi, circa 5000, risalenti fino a 10.000 anni fa, ed appartenenti alle culture pre-ispaniche della zona. Inoltre vi è l'importante chiesa di San Giuseppe (San José) del XVI secolo, dichiarata dal governo argentino nel 1945 monumento storico nazionale. I dintorni di Cachi inoltre sono ricchi di siti archeologici, tra cui El Mariscal, Borgata, Las Pailas e Puerta La Paya.